# Alchisme obscura
Alchisme obscura är en insektsart som beskrevs av Walker. Alchisme obscura ingår i släktet Alchisme och familjen hornstritar. Inga underarter finns listade i Catalogue of Life.